# Маскигон (Мичиген)
Маскигон (енгл. Muskegon) град је у америчкој савезној држави Мичиген. По попису становништва из 2010. у њему је живело 38.401 становника.

## Демографија
Према попису становништва из 2010. у граду је живело 38.401 становника, што је 1.704 (4,2%) становника мање него 2000. године.
| Група             | 2000.          | 2010.          |
| Белци             | 23.231 (57,9%) | 20.317 (52,9%) |
| Афроамериканци    | 12.701 (31,7%) | 13.241 (34,5%) |
| Азијати           | 183 (0,5%)     | 148 (0,4%)     |
| Хиспаноамериканци | 2.560 (6,4%)   | 3.157 (8,2%)   |
| Укупно            | 40.105         | 38.401         |